# Metropolis Part 2: Scenes from a Memory
Metropolis Pt. 2: Scenes from a Memory är det amerikanska progressiv metal/progressiv rock-bandet Dream Theaters femte studioalbum, utgivet 1999 av skivbolaget Elektra Records. Det är ett konceptalbum och handlar om Nicholas och hans upptäckt av sitt tidigare liv, vilket involverar kärlek, mord och otrohet.
Som namnet antyder är albumet en uppföljare på låten "Metropolis Pt. 1: The Miracle and the Sleeper" från deras andra studioalbum, Images and Words. Bandet hade dock från början aldrig några planer på att göra en uppföljare, namnet på den första låten var menat som ett skämt. Fansen bönade och bad dock om en uppföljare, vilket gjorde att bandet följde deras böner.
Under turnén spelade bandet hela albumet live. År 2000, under sista konserten under USA-turnén, spelades en DVD in under namnet Live Scenes from New York. På denna diskuterar bandet albumets historia.
Detta är det första albumet keyboardisten Jordan Rudess medverkade på sedan Derek Sherinian hoppade av, och även det sista basisten John Myung skrev text till innan A Dramatic Turn of Events tolv år senare.

## Låtlista
1. "Scene One: Regression" – 2:06
2. "Scene Two: I. Overture 1928" (instrumental) – 3:37
3. "Scene Two: II. Strange Deja Vu" – 5:12
4. "Scene Three: I. Through My Words" – 1:02
5. "Scene Three: II. Fatal Tragedy" – 6:49
6. "Scene Four: Beyond This Life" – 11:22
7. "Scene Five: Through Her Eyes" – 5:29
8. "Scene Six: Home" – 12:53
9. "Scene Seven: I. The Dance of Eternity" (instrumental) – 6:13
10. "Scene Seven: II. One Last Time" – 3:46
11. "Scene Eight: The Spirit Carries On" – 6:38
12. "Scene Nine: Finally Free" – 12:00

## Medverkande
Dream Theater
- James LaBrie – sång
- John Myung – basgitarr
- John Petrucci – gitarr, sång
- Mike Portnoy – trummor
- Jordan Rudess – keyboard, körarrangemang

Bidragande musiker
- Terry Brown, David Bottrill, Clarence Burke Jr, Carol Cyrus, Dale Scott, Theresa Thomason, Mary Canty, Shelia Slappy, Mary Smith, Jeanette Smith – sång

Produktion
- Mike Portnoy, John Petrucci – producent
- Doug Oberkircher – ljudtekniker
- Terry Brown – ljudtekniker (sång), medproducent
- Brian Quackenbush, Michael Bates – assisterande ljudtekniker
- Kevin Shirley – ljudmix
- Rory Romano, David Bottrill, Shinobu Mitsouka – assisterande ljudmix
- George Marino – mastering
- Eugene "UE" Nastasi – assisterande mastering
- Lili Picou – omslagsdesign
- Dave McKean – omslagskonst
- Ken Schles, Andrew Lepley – foto